# مغانلو (بیجار)
مغانلو (بیجار)، روستایی از توابع بخش کرانی شهرستان بیجار در استان کردستان ایران است.

## جمعیت
این روستا در نزدیکی یاسوکند قرار دارد و براساس سرشماری مرکز آمار ایران در سال ۱۳۸۵، جمعیت آن ۹۶ نفر (۲۳خانوار) بوده‌است. زبان اهالی روستا ترکی آذربایجانی است.